# Giacinto Bruzzesi

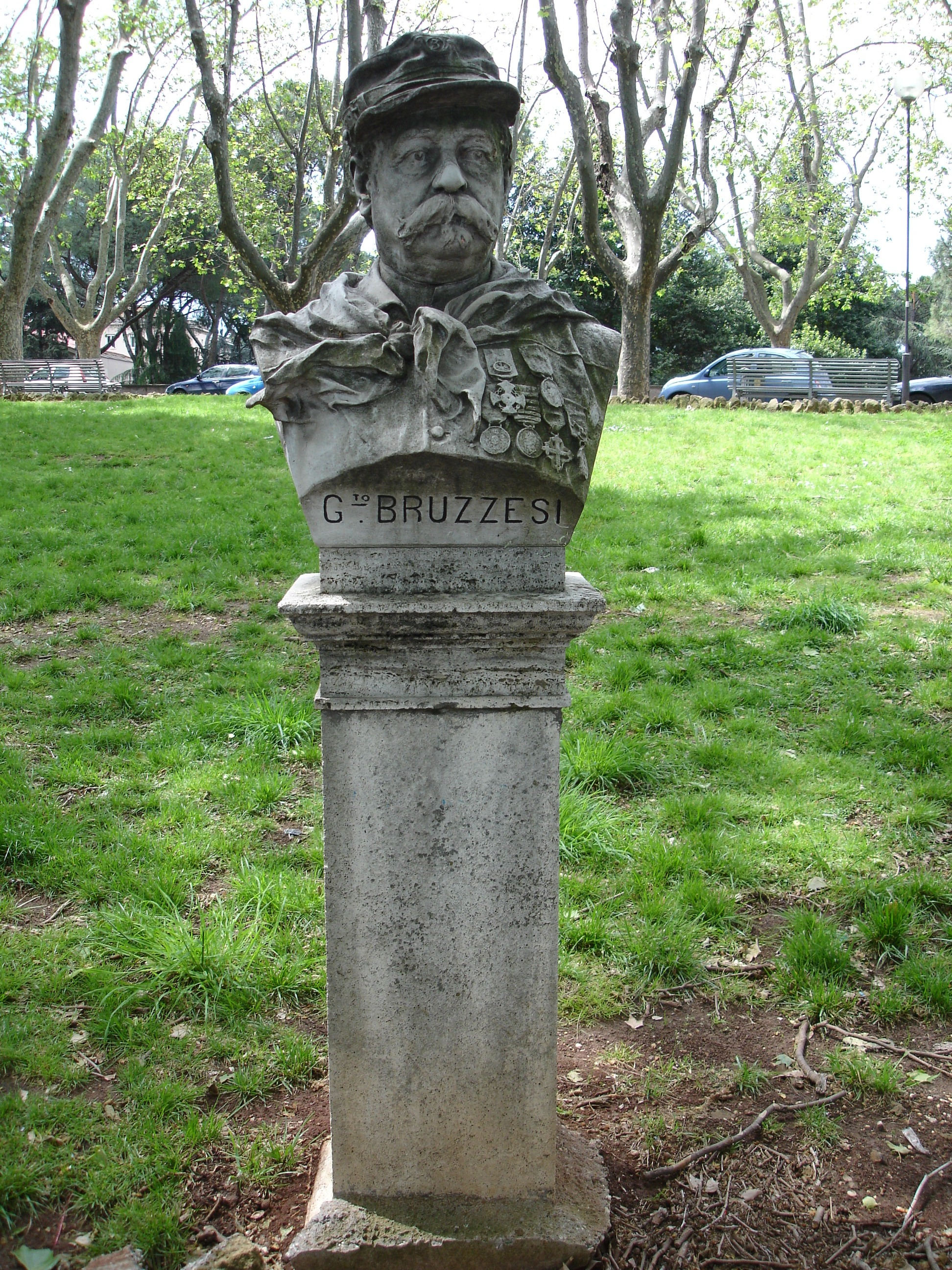
Buste à Gianicolo

Giacinto (Leopoldo Gaetano) Bruzzesi (Cerveteri, 17 décembre 1822 - Milan, 25 mai 1900) est un patriote italien.

## Biographie
Né à Cerveteri dans une famille de Civitavecchia (son père, Lelio Antonio, avec sa femme Barbara Ponziani, est temporairement au centre de Cerveteri en tant que "capo granarolo" de la famille Ruspoli), il est éduqué par un prêtre et devient rapidement un graveur de camées de talent. Carbonaro et fervent mazzinien, lors de la première guerre d'indépendance en 1848, il quitte Cerveteri avec son frère Filippo et participe aux batailles de Cornuda et de Vicenza, s'engageant comme volontaire dans les rangs de la Légion romaine envoyée par le pape Pie IX pour combattre les Autrichiens. En 1849, il se distingue dans la Garde nationale pour la défense de la République romaine. Pour avoir combattu dans le secteur de Ponte Milvio pour s'opposer à l'avancée française, avec de nombreuses attaques à la baïonnette, il est décoré de la médaille d'or de la valeur militaire et obtient également le grade de lieutenant (tenente).
Après la chute de la République, il part en Grèce avec le comte Aleksander Izensmid de Milbitz pour participer à la révolution hongroise, mais en vain. Il vit quelque temps à Patras, Athènes et Constantinople en travaillant comme graveur de camées.
En 1851, il s'introduit par la ruse dans la forteresse turque de Kütahya, où est emprisonné le patriote hongrois Lajos Kossuth, sous le prétexte de le représenter dans un tableau, mais en réalité pour lui remettre des lettres secrètes de Mazzini. En 1859, il combat aux côtés de Giuseppe Garibaldi en tant que capitaine (capitano)des "Chasseurs des Alpes".
En 1860, il quitte l'armée, qu'il vient d'intégrer, pour suivre Garibaldi dans l'expédition des Mille en Italie du Sud et, en 1862, dans la journée de l'Aspromonte. Sur la suggestion de Garibaldi lui-même, avant l'expédition de l'Aspromonte, il est initié à la franc-maçonnerie le 3 juillet 1862 dans la Loge "I Rigeneratori del 12 gennaro 1848 al 1860 Garibaldini", à Palerme, et à partir de janvier 1887 il est membre de la Loge "La Ragione" à Milan..
Lors de la campagne de 1866, il est nommé colonel (colonnello) commandant du 3e régiment du corps des volontaires italiens et reçoit une deuxième médaille d'or de la valeur militaire pour son habileté à commander la contre-offensive de Garibaldi lors de la bataille de Monte Suello le 3 juillet, qui contraint les Autrichiens à battre en retraite, et pour la retraite stratégique des troupes de Garibaldi, qui est menée "avec beaucoup d'ordre" vers la petite église de la colline deSant'Antonio. Il est également valeureux lors de la bataille de Bezzecca le 21 juillet et reçoit ce soir-là l'éloge verbal de Garibaldi, qui lui dit en lui serrant la main : " J'ai vu des hommes courageux comme vous, plus que vous, non ".
Il s'installe à Milan et ouvre une fabrique de chaussures, mais lorsque la nouvelle entreprise commerciale échoue, Bruzzesi obtient un poste de modeste d'entrepositaire privé. Il est le promoteur de l'association Tiro a segno (stand de tir) et le fondateur de la Casa di Turate' (Maison de Turate) pour les anciens combattants.
Il est décédé à Milan le 25 mai 1900.
Milan donne son nom à une rue, Giacinto Bruzzesi, une rue latérale de la Via Giambellino, dans le sud-est de la ville. Marsala lui a également dédié une rue, située dans la zone portuaire à quelques dizaines de mètres du site du débarquement des Mille. 

Bruzzesi a également une rue près de la Porta San Pancrazio à Rome, une rue et une place à Cerveteri, sa ville natale, et une rue à Civitavecchia, la ville d'origine de sa famille, où Bruzzesi possédait une maison où il a accueilli Garibaldi à plusieurs reprises. La caserne locale de la Guardia di Finanza à Civitavecchia lui a également été dédiée.

## Décorations
- Chevalier de l'Ordre des Saints-Maurice-et-Lazare
 - Officier de l'Ordre de la Couronne d'Italie
 - Chevalier de l'Ordre militaire de Savoie
 - Médaille d'or de la valeur militaire
Citation : « a dirigé son régiment avec beaucoup de courage et de sang froid lors de l'attaque du Monte Suello le 3 juillet et a soutenu la retraite vers Sant'Antonio avec beaucoup d'ordre. » - Monte Suello, 3 juillet 1866
 - Médaille commémorative des Mille de Marsala
 - Médaille commémorative des campagnes des guerres d'indépendance
 - Médaille commémorative de l'Unité italienne